# 麻希南
麻希南(1969年—)，中国科学技术大学数学科学学院教授、博士生导师，中华人民共和国教育部长江学者特聘教授，主要从事椭圆偏微分方程与几何分析研究。

## 生平
1996至1998年在华东师范大学数学系从事博士后研究，1998至2005年在同校任教。2005年加入中国科学技术大学任教至今。

## 荣誉
- 中国教育部新世纪优秀人才支持计划
- 中国国家自然科学基金委员会国家杰出青年科学基金
- 中国教育部长江学者特聘教授